# Boothferry
Boothferry var ett distrikt i Humberside i England. Distriktet hade 64 800 invånare år 1992. Distriktet upprättades den 1 april 1974 genom att borough Goole slogs ihop med landsdistrikten Isle of Axholme, Goole och Howden. Det avskaffades 1 april 1996 och blev en del av East Riding of Yorkshire och North Lincolnshire.